# Cláudia Costa
Cláudia de Paula Costa Magalhães (Rio de Janeiro, 27 de janeiro de 1962) é uma ex-ginasta brasileira, que competiu em provas de ginástica artística. 
Em 1978 participou do Campeonato Mundial na França, quando o Brasil levou pela primeira vez as equipes masculina e feminina completas. Um ano depois foi aos Jogos Pan-Americanos de San Juan e ao Mundial no Texas, no qual se classificou individualmente para os Jogos Olímpicos de Moscou, em 1980, na antiga União Soviética, e onde obteve a 32ª colocação no individual geral, em prova conquistada pela anfitriã Yelena Davydova . Na ocasião, Cláudia tornou-se a primeira representante nacional na modalidade artística em uma Olimpíada.
Casou-se com seu ex-técnico, Marco Aureliano, e mudou-se para Nova Jersey, nos Estados Unidos, onde montou uma academia de ginástica artística.